# Сім природних чудес Румунії
Сім природних чудес Румунії (рум. Cele Şapte Minuni Naturale ale României) — сім природних чудес Румунії, які були обрані на конкурсі «Сім природних чудес Румунії», що відбувся в липні 2008 року. Це був другий етап програми «Сім чудес Румунії», який стартував у 2007 році. Голосування складалося з двох частин: спочатку голосували експерти в Румунії, а потім голосували користувачі інтернету на офіційному сайті.

## Обрання
Інтернет-голосування за 16 можливих кандидатів було почато 1 липня 2008 року на сайті програми. Загалом у кампанії проголосувало близько 60 000 користувачів інтернету.  Голосування було закрито 24 липня 2008 року, а результати були офіційно оголошені через два дні, 26 липня. Ця кампанія була ініційована в 2008 році газетою Evenimentul Zilei з метою «навчити румунів красі природи їхньої країни». У 2007 році ця газета провела аналогічну національну кампанію з голосування за сім чудес Румунії, які були виключно рукотворними.
Цікавим є факт підсумкової таблиці кампанії, адже переможець, компанія «Дельта Дунаю», набрала 11,34% голосів. Cheile Bicazului-Hăşmaş було природним дивом, яке було лише за межами першої сімки чудес, і йому потрібно було лише шість голосів, щоб повалити Сфінкса та Бабеле. Спочатку в списку було лише чотирнадцять природних чудес, але на прохання громадськості було додано ще Cetăţile Ponorului та Olt Defile.

## Переможці
| Місце | Чудо                                              | Зображення                |
| ----- | ------------------------------------------------- | ------------------------- |
| 1-й   | Дельта Дунаю в Тулчанському повіті                | Danube Delta              |
| 2-й   | Національний парк Ретезат в окрузі Хунедоара      | Retezat National Park     |
| 3-й   | Печера Scărișoara в повіті Альба                  | Scărișoara Cave           |
| 4-й   | Національний парк Беушниця в повіті Караш-Северин |                           |
| 5-й   | Масив Чехлау у повіті Нямц                        | Ceahlău Massif            |
| 6-й   | Гори Пятра Крайулуй в повіті Брашов / Арджеш      | Piatra Craiului Mountains |
| 7-й   | Сфінкс і Бабеле в повіті Дамбовиця                |                           |

## Ди. також
- Сім чудес світу
- Сім чудес Румунії